# نبيذ تونسي

زجاجة وكأس (المتحف الوطني بباردو)

النبيذ التونسي له تاريخ طويل يعود للفينيقيين وحضارة قرطاجة. يمثل النبيذ الوردي حصة كبيرة من الإنتاج التونسي.

## تاريخ

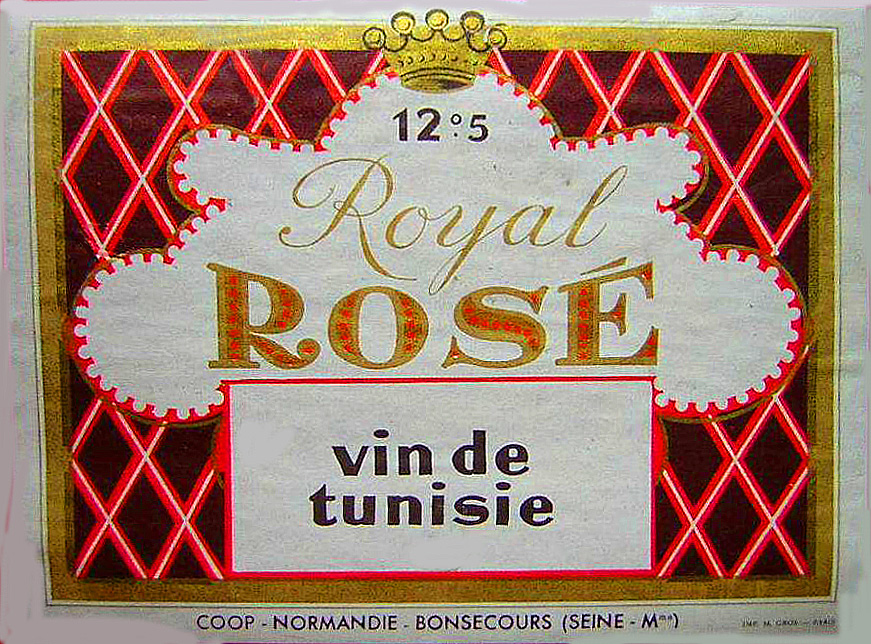
علامة شركة قديمة للنبيذ الوردي التونسي يباع في فرنسا.

من المرجح أن إنتاج نبيذ اليوم في تونس تم إدخاله من قبل الفينيقيين عند تأسسيس قرطاج. كتب العالم الزراعي القرطاجي ماغون عن زراعة العنب، وأعماله التي ترجمت في وقت لاحق من اللاتينية والبونيقية، تم نقلها عبر كتاب رومان مثل كولوميلا /ˌkɒljəˈmɛlə/ 
استمر إنتاج النبيذ بعد احتلال الرومان قرطاج عام 146 قبل الميلاد. وبعد الفتح الإسلامي لإفريقية في القرن الثامن ميلادي، انخفض إنتاج النبيذ على أنه لم يتوقف.
لاحقاً بعد فرض الحماية الفرنسية على تونس عام 1882، تم تقديم إنتاج النبيذ على نطاق واسع في البلاد، على غرار بلدان شمال إفريقيا الأخرى. بعد استقلال تونس عام 1956، استمر إنتاج النبيذ ولكن مثَّل الافتقار للخبرات مشكلة، وبدأت مساحة مناطق زراعة الكرمة بالانخفاض والتراجع ببطء.
من أواخر التسعينات شهدت البلاد استثمار أجنبي في صناعة النبيذ من قبل عدة بلدان أوروبية. وبدء الإنتاج يتزايد في بداية الألفية.

## الإنتاج
في عام 2008 كان هناك 31,000 هكتار (77,000 أكر) من كروم العنب في تونس، أكثر من نصفها مخصصة لإنتاج النبيذ، وكان باقي معظمه مخصص لإنتاج عنب المائدة. في أوائل الألفية توزع إنتاج النبيذ كالآتي: من 60-70 بالمئة نبيذ وردي، 25-30 بالمئة نبيذ أحمر، أقل من 10 بالمئة نبيذ أبيض.

### مناطق الإنتاج
تقع معظم مناطق إنتاج النبيذ في الرأس الطيب والمناطق المحيطة بها. تملك تونس النظام الفرنسي لمراقبة المنشأ الجغرافي (بالفرنسية appellation d'origine contrôlée) (يرمز له: AOC) وتبعاً لهذا النظام تملك تونس مؤشرات جغراقية معينة، وباستخدام هذا النظام هناك بمثابة تصديق على أن النبيذ يملك صفات معينة، فقد تكون صناعته حسب الطرق التقليدية، أو قد يتمتع بسمعة معينة وذلك تبعاً للمنشأ الجغرافي وهناك 7 مناطق لتعيين منشأ النبيذ (AOC) في تونس وهي:
- Grand Cru Mornag (غراند كرو مرناق)
- Mornag (مرناق)
- Coteau de Tébourba ( كوتو طبربة)
- Sidi Salem (سيدي سالم)
- Kélibia (قليبية)
- Thibar (تيبار)
- Côteaux d’Utique (كوتو أوتيك)